# Artur Ioniță
Artur Ioniță (* 17. August 1990 in Chișinău, Moldauische SSR, Sowjetunion) ist ein moldawischer Fußballspieler.

## Karriere
Ioniță begann seine Karriere beim moldawischen Club Zimbru Chișinău. Zu Beginn des Jahres 2008 wechselte er zu FC Iskra-Stali Rîbnița. Im Sommer des Jahres 2009 wechselte er wiederum zum schweizerischen Verein FC Aarau, für den er bis 2014 insgesamt 129 Ligaspiele absolvierte. Danach ging er ablösefrei zum italienischen Verein Hellas Verona in die Serie A.
2016 wechselte Ioniță zum sardischen Verein Cagliari Calcio. Seit 2020 steht er bei Benevento Calcio unter Vertrag.